# John Lundstram
John David Lundstram (Liverpool, Inglaterra, 18 de febrero de 1994) es un futbolista británico que juega de centrocampista en el Hull City A. F. C. de la EFL Championship.

## Trayectoria
Abandonó el Sheffield United F. C. al término de la temporada 2020-21 después de que el equipo no lograra la permanencia en la Premier League. Entonces se marchó al Rangers F. C., y en su primer año marcó el gol que clasificó al conjunto escocés para la final de la Liga Europa de la UEFA. Tras tres temporadas en el club, en junio de 2024 fichó por el Trabzonspor. En su primera campaña en Turquía participó en 44 partidos y ayudó al equipo a alcanzar la final de la copa nacional. Regresó a Inglaterra un año después de su llegada al ser cedido al Hull City A. F. C.

## Selección nacional
Bajó la dirección de John Peacock, fue parte del plantel de Inglaterra sub-17 que llegó a los cuartos de final en la Copa Mundial de Fútbol Sub-17 de 2011. Jugó cuatro encuentros.
El 28 de mayo de 2013, fue convocado por el entrenador Peter Taylor para jugar la Copa Mundial de Fútbol Sub-20 de 2013. Solo jugó un encuentros para la sub-20, en el torneo que Inglaterra quedó fuera en la fase de grupos.

### Participaciones en Mundiales
| Mundial                               | Sede    | Resultado        |
| ------------------------------------- | ------- | ---------------- |
| Copa Mundial de Fútbol Sub-17 de 2011 | México  | Cuartos de final |
| Copa Mundial de Fútbol Sub-20 de 2013 | Turquía | Fase de grupos   |

## Clubes
| Club                             | País       | Año       |
| -------------------------------- | ---------- | --------- |
| Everton F. C.                    | Inglaterra | 2012-2015 |
| Doncaster Rovers F. C. (cesión)  | Inglaterra | 2013      |
| Yeovil Town F. C. (cesión)       | Inglaterra | 2013-2014 |
| Leyton Orient F. C. (cesión)     | Inglaterra | 2014      |
| Blackpool F. C. (cesión)         | Inglaterra | 2014-2015 |
| Leyton Orient F. C. (cesión)     | Inglaterra | 2015      |
| Scunthorpe United F. C. (cesión) | Inglaterra | 2015      |
| Oxford United F. C.              | Inglaterra | 2015-2017 |
| Sheffield United F. C.           | Inglaterra | 2017-2021 |
| Rangers F. C.                    | Escocia    | 2021-2024 |
| Trabzonspor                      | Turquía    | 2024-     |
| Hull City A. F. C. (cesión)      | Inglaterra | 2025-     |

## Palmarés

### Títulos nacionales
| Título                     | Club                   | País       | Año     |
| -------------------------- | ---------------------- | ---------- | ------- |
| Football League One        | Doncaster Rovers F. C. | Inglaterra | 2012-13 |
| Copa de Escocia            | Rangers F. C.          | Escocia    | 2021-22 |
| Copa de la Liga de Escocia | Rangers F. C.          | Escocia    | 2023-24 |